# Aibonito (Puerto Rico)
Aibonito ist eine der 78 Gemeinden von Puerto Rico. Sie liegt im zentralen Hochland von Puerto Rico, was das Klima kühler macht als in den meisten Städten Puerto Ricos. Sie hält den Rekord für die niedrigste Temperatur, die jemals in Puerto Rico aufgezeichnet wurde. Sie hatte 2020 eine Einwohnerzahl von 24.637 Personen.

## Geschichte
Es wird angenommen, dass es vor der spanischen Kolonisierung Amerikas Taíno-Siedlungen in der Region gab, die zur Domäne des Kaziken Orocobix gehörten.
Nach der Ankunft der Spanier wird angenommen, dass Pedro Zorascoechea 1630 eine Ranch in der Region gründete, was zur Entwicklung eines Weilers führte. Es dauerte jedoch bis 1822, als Don Manuel Veléz als Vertreter der Bewohner der Gegend bei der Regierung vorstellig wurde und darum bat, Aibonito offiziell zur Stadt zu erklären. Dies wurde am 13. März 1824 vom Gouverneur Miguel de la Torre genehmigt. Die erste katholische Kirche in Aibonito wurde im Jahr 1825 gebaut. Das Gebäude wurde durch die heutige Kirche ersetzt, die 1887 begonnen und 1897 fertiggestellt wurde. Nachdem die Stadt offiziell konstituiert war, begannen sich Barrios in der Gegend zu entwickeln.
Im Spanisch-Amerikanischen Krieg von 1898 konnten etwa 800 spanische und puerto-ricanische Soldaten die eindringenden amerikanischen Truppen aufgrund ihrer strategischen Lage im Asomante-Berg besiegen. Dieses Gefecht endete, als die spanische Regierung am 12. August 1898 kapitulierte. Die spanischen und puerto-ricanischen Truppen in Asomante haben nie kapituliert und hätten ihre Position auf unbestimmte Zeit gehalten, wenn nicht die spanische Regierung in Madrid aufgegeben hätte.

## Gliederung
Die Gemeinde ist in 9 Barrios aufgeteilt:
1. Aibonito barrio-pueblo
2. Algarrobo
3. Asomante
4. Caonillas
5. Cuyón
6. Llanos
7. Pasto
8. Plata
9. Robles

## Wirtschaft
Aibonito hat mehrere Plantagen für den Anbau von Tabak und Kaffee. Baxter International hat eine seiner Fabriken in Aibonito. Sie produzieren medizinische Werkzeuge für Krankenhäuser und andere medizinische Einrichtungen.

## Persönlichkeiten
- Rubén Berríos (* 1939), Politiker
- Robert M. Beachy (* 1965), Historiker
- Alondra Negrón (* 1998), Langstreckenläuferin